# Hengstskulptur Oleander

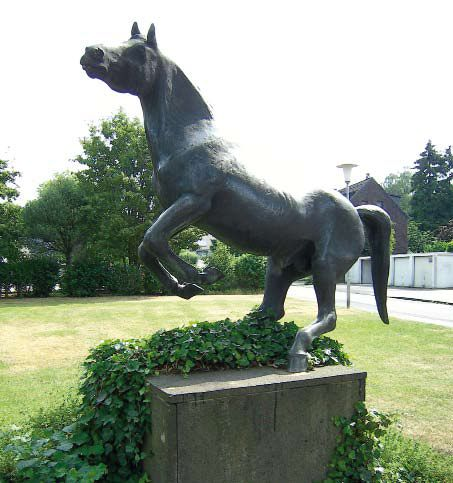
Bronzeskulptur "Springendes Pferd" in Quadrath-Ichendorf

Die Bronzeskulptur des Rennpferdes Oleander ist ein Denkmal und befindet sich im Stadtteil Quadrath-Ichendorf in der Kreisstadt Bergheim im Rhein-Erft-Kreis.

## Geschichte
Im Volksmund heißt sie „Oleander“ und erinnert damit an das berühmteste Rennpferd des Gestüts Schlenderhan. Die Bronzeskulptur „Der Hengst“ ist 1972/73 von dem in Königswinter lebenden Künstler Ernemann Friedrich Sander geschaffen worden. Die Plastik des sich aufbäumenden Hengstes zeigt laut Künstler die Lebenskraft und anscheinend ungebändigte Wildheit des Tieres, die durch künstlerische Mittel des Bildhauers gezügelt werden. Die Umrisse und Modellierung verdichten sich zum Idealbild einer Pferdegestalt, das die außerordentlichen Zuchterfolge Schlenderhans repräsentieren soll. Die Wahl des Standortes mit Blick bis zum Gestütsgebäude ist ebenfalls künstlerische Absicht.

## Denkmal
Die Skulptur ist mit der Denkmalnummer 243 in die Liste der Baudenkmäler in Quadrath-Ichendorf eingetragen.